# Nova Andradina
Nova Andradina är en kommun i Brasilien.   Den ligger i delstaten Mato Grosso do Sul, i den södra delen av landet, 900 km sydväst om huvudstaden Brasília. Antalet invånare är 45 599.
Omgivningarna runt Nova Andradina är huvudsakligen savann. Runt Nova Andradina är det mycket glesbefolkat, med 7 invånare per kvadratkilometer.